# Nagyvölgy (Románia)
Nagyvölgy (románul: Valea Mare) falu Maros megyében, Erdélyben. Közigazgatásilag Mezőbánd községhez tartozik.

## Fekvése
A Mezőség délkeleti részén fekszik, Mezőbándtól 7 km-re északnyugatra.